# Ruch Światło-Życie
Ruch Światło-Życie (pot. Oaza) – katolicki ruch religijny założony w 1969 roku w Polsce przez ks. Franciszka Blachnickiego.
Ruch gromadzi ludzi różnego wieku i stanu, zarówno świeckich jak i duchownych. Jego celem jest formacja ku dojrzałości chrześcijańskiej. 

## Historia
Początki historii ruchu sięgają pierwszej „oazy”, czyli wyjazdu rekolekcyjnego o charakterze przeżyciowym, która odbyła się w 1954 w Bibieli koło Tarnowskich Gór z udziałem ministrantów. Jego organizatorem był kapłan diecezji katowickiej, sługa Boży ks. Franciszek Blachnicki. W 1957 roku ks. Blachnicki założył Krucjatę Wstrzemięźliwości, w 1958 roku zawiązana została wspólnota życia konsekrowanego, która z biegiem lat przekształciła się w Instytut Niepokalanej Matki Kościoła. W 1960 władze komunistyczne zlikwidowały Krucjatę Wstrzemięźliwości. Pierwsze rekolekcje dla młodzieży żeńskiej w Szlachtowej ks. Blachnicki zorganizował w 1963 roku. Od tego roku organizacja wakacyjnych wyjazdów wspólnotowych stała się zwyczajową formą formacji w ruchu. W 1964 roku zakupiony został dom w Krościenku nad Dunajcem przekształcony w centrum ruchu. Od 1969 roku uczestnicy rekolekcji wakacyjnych związani z ruchem zaczynają uczestniczyć w spotkaniach formacyjnych w swoich parafiach również w ciągu roku. Konstytuuje się Ruchu Żywego Kościoła w pełnym tego słowa znaczeniu. Kardynał Karol Wojtyła zawierzył ruch Niepokalanej Matce Kościoła podczas Centralnej Oazy Matki w Krościenku 11 czerwca 1973 roku. Odbyły się też pierwsze rekolekcje oazowe dla rodzin.
Przed 1976 ruch był znany pod nazwą „Ruch oazowy”, „Ruch Żywego Kościoła”, „Ruch Niepokalanej”. Przyjęcie nowej nazwy nastąpiło pierwszej Krajowa Kongregacji Odpowiedzialnych w 1976 roku. Na Kopiej Górce w Krościenku, w centrum Ruch Światło-Życie poświęcona została kaplicy Chrystusa Sługi. Formacja w ruchu odbywała się na podstawie Obrzędów chrześcijańskiego wtajemniczenia dorosłych oraz po 1978 adhortacji papieża Pawła VI Evangelii nutiandi. Podczas pierwszej pielgrzymki do Polski papieża Jana Pawła II dnia 8 czerwca 1979 roku w Nowym Targu ogłoszono powstanie Krucjaty Wyzwolenia Człowieka.
Po wyjeździe ks. Blachnickiego z Polski w 1981 roku drugim krajowym moderatorem ruchu został ks. Wojciech Danielski. W Niemczech w Carlsbergu powstało Centrum Ewangelizacji „Marianum”. 27 lutego 1987 został zamordowany ks. Blachnicki.
Ruch rozwinął się także poza Polską: w Bułgarii, Brazylii, na Słowacji, Litwie, w Czechach, Niemczech, Austrii, na Białorusi, Ukrainie i na Łotwie. Od 2006 roku oazy istnieją również w Irlandii i Wielkiej Brytanii, później zostały także zaszczepione w Stanach Zjednoczonych, Chinach i Kanadzie. Współcześnie działa w ponad 30 krajach, co czyni go ruchem międzynarodowym.
Ruch Światło-Życie przyznaje nagrodę „Prawda-Krzyż-Wyzwolenie”.

## Charakterystyka ruchu
Cel Ruchu Światło-Życie jest osiągany poprzez realizację programu formacyjnego. Każdy uczestnik ruchu po ewangelizacji, prowadzącej do przyjęcia Jezusa Chrystusa jako swego osobistego Pana i Zbawiciela, uczestniczy w formacji w grupie „uczniów Jezusa” (deuterokatechumenat), a następnie we wspólnocie diakonijnej, podejmując konkretną służbę (diakonię) w „Kościele i świecie”. Jest ona związana z posługą na rzecz Kościoła i ruchu. Ewangelizacja – katechumenat – diakonia, to trzy etapy drogi formacyjnej Ruchu Światło-Życie dla każdego człowieka.
Nieodłącznie z tym ruchem wiąże się Krucjata Wyzwolenia Człowieka, polegająca na: powstrzymaniu się od spożywania napojów alkoholowych, nieczęstowania alkoholem, niewydawania pieniędzy na alkohol, powstrzymywaniu się i przeciwdziałaniu wszystkiemu, co prowadzi do zniewolenia człowieka, a także na modlitwie za osoby uzależnione.
Wszystko to należy rozumieć jako sposób walki z problemem alkoholowym w Polsce.

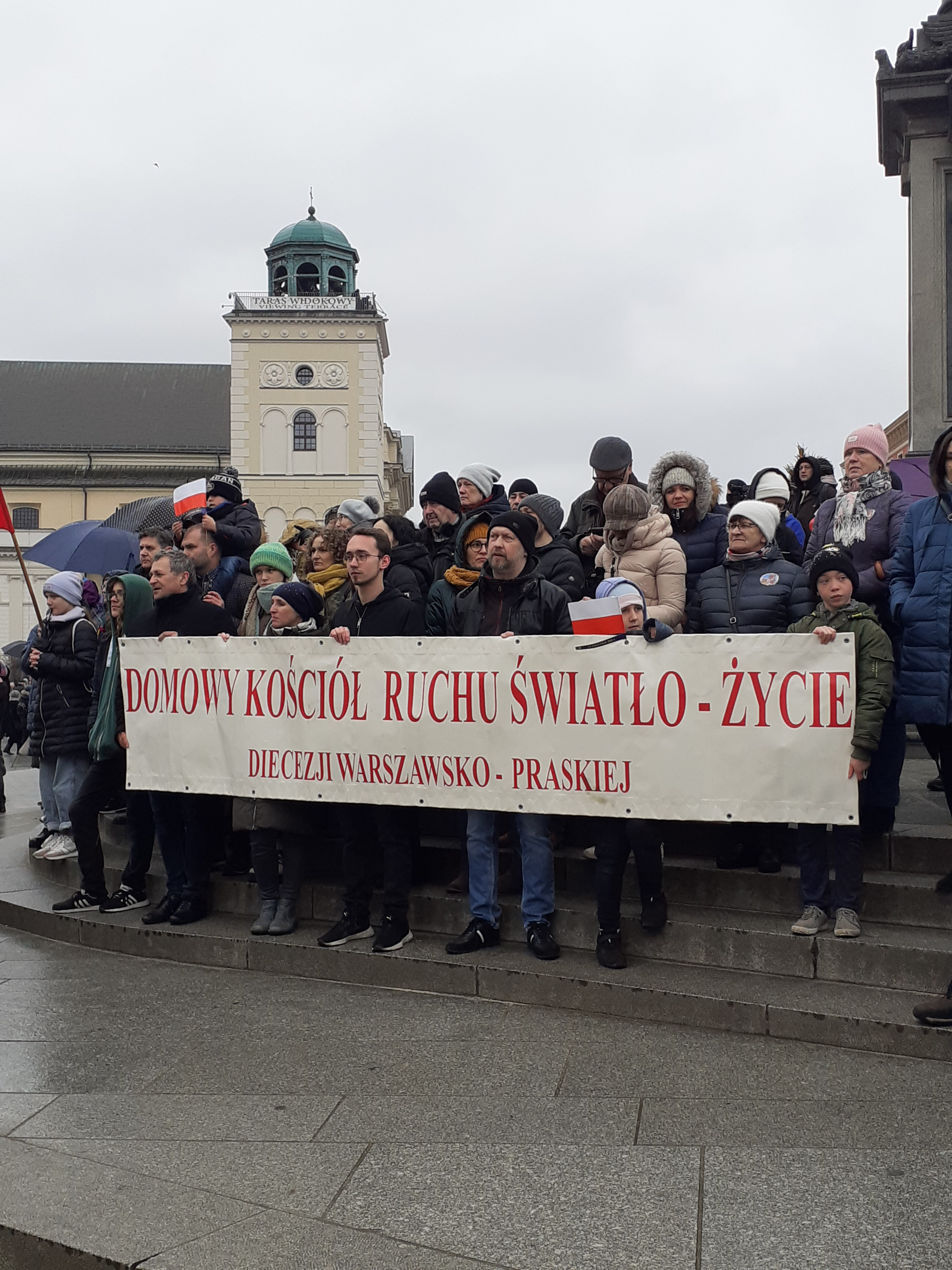
Baner Domowego Kościoła Ruchu Światło-Życie diecezji warszawsko-praskiej niesiony w trakcie Narodowego Marszu Papieskiego w Warszawie (2023).

Podstawowe metody realizacji programu formacyjnego to:
- metoda „światło-życie”, przenikająca wszystkie elementy programu formacyjnego, polegająca na tym, że szuka się światła w Słowie Bożym, by wprowadzić je w swoje życie;
- oaza rekolekcyjna i mała grupa formacyjna.

Specyfiką metody Ruchu Światło-Życie jest realizacja zasady „życie z życia” (tylko osoba, która sama żyje dojrzałą wiarą, może ją przekazywać innym) i zasady organicznego wzrostu.
Struktura ruchu jest zgodna ze strukturą Kościoła: małe grupy, do których należą uczestnicy ruchu, zasadniczo tworzą jego wspólnotę w parafii. Wspólnoty Ruchu utrzymują ze sobą łączność, spotykając się na Dniach Wspólnoty.
W ramach struktury można podzielić Ruch także na kilka gałęzi:
- Domowy Kościół (małżeńska gałąź Ruchu),
- wspólnoty młodzieżowe (najczęściej one właśnie potocznie są nazywane oazą),
- Dzieci Boże (dzieci ze szkół podstawowych).

Odpowiedzialność za całość Ruchu sprawuje Moderator Generalny Ruchu Światło-Życie. Na szczeblu kraju, diecezji i parafii odpowiedzialność pełnią moderatorzy krajowi, diecezjalni i parafialni. Każdy moderator pełni swą posługę wraz z zespołem diakonii. Diakonię moderacji mogą pełnić zarówno osoby świeckie, jak i duchowne.
Kapłani spełniają rolę moderatorów lub opiekunów (w wypadku nie przynależności do Ruchu), a nienależący do stanu duchownego – świeckich odpowiedzialnych i animatorów. Spoczywa na nich odpowiedzialność za duchową formację uczestników Ruchu i eklezjalność wspólnot.

## Symbole
Znakiem Ruchu Światło-Życie jest symbol i słowa ΦΩΣ ΖΩΗ (czyt. fos-dzoe) – greckie słowa „światło” i „życie”, krzyżujące się na literze „omega”, która tutaj jest symbolem Ducha Świętego (jako tego, który jest wszystkim) i ułożone w kształt krzyża. Znak przynależności do Oazy to foska, czyli skórzany "medalik", na którym krzyżują się słowa ΦΩΣ ΖΩΗ.

## Moderatorzy generalni

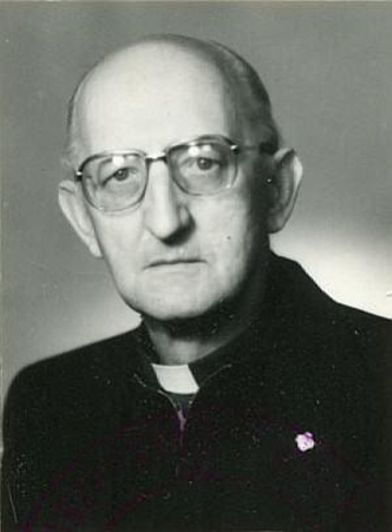
ks. Franciszek Blachnicki

- Franciszek Blachnicki (do 1981)
- Wojciech Danielski (1981–1985)
- Henryk Bolczyk (1985–2001)
- Roman Litwińczuk (2001–2007)
- Adam Wodarczyk (2007–2015)
- Marek Sędek (od 2015)